# Museo Alborania
El Museo Alborania, oficialmente denominado Museo Alborania-Aula del Mar, es un museo dedicado al Mar de Alborán, ubicado en la ciudad española de Málaga, y colaborador con la Consejería de Medio Ambiente de la Junta de Andalucía.

## Historia e instalaciones
El Aula del Mar fue creado en 1989 como un centro-escuela de la naturaleza especializado en el medio marino. Dedicado a la divulgación de la educación ambiental, enfocada principalmente a la comunidad educativa, realiza además, investigación y formación en cultivos marinos y su objetivo fundamental es dar a conocer la riqueza y variedad de vida, que alberga el Mar de Alborán, zona de influencia científica del museo, sus espacios naturales, sus gentes y tradiciones marineras, así como concienciar a los visitantes de la necesidad de cuidar y proteger el medio marino. 
En 2012 se trasladó a su nueva sede en el Palmeral de las Sorpresas del Muelle 2 del Puerto de Málaga. Las instalaciones del museo cuentan con 12 acuarios con un total de 18.000 litros de capacidad, repartidos en varias salas que ocupan un total de 400 m², en los que se tratan de representar los hábitats más característicos del Mar de Alborán, así como las especies que en ellos habitan. 

## Colección
Los fondos del museo cuentan con restos de animales marinos de más de 1000 especies (caparazones, conchas, estructuras óseas...). Dentro de su colección cabe destacar: Una de las mejores colecciones de animales invertebrados de España, gran variedad de fósiles, así como dientes de Carcharodon megalodon, dos calamares gigantes, una mandíbula de tiburón tigre, una cola de tiburón zorro, caparazones de tortuga laúd, tortuga verde, tortuga carey y tortuga boba, varios moldes de delfines, un enorme cráneo de ballena, con sus espectaculares vértebras, restos arqueológicos de ánforas, y el puente de mando de un barco a escala real, equipado con una emisora de radio con la que se puede comunicar con los barcos pesqueros que navegan por la bahía.